# Людвік Тишкевич
Людвік Скумін-Тишкевич (лит. Liudvikas Tiškevičius, пол. Ludwik Tyszkiewicz; *близько 1748 — †26 червня 1808) — державний, громадський діяч Речі Посполитої XVIII—XIX століть. Писар великий литовський (в 1775—1780), Маршалок Сейму Речі Посполитої (в 1778), польний гетьман литовський (з 1780), підскарбій великий литовський (з 1791), маршалок великий литовський (з 1793), маршалок Трибуналу литовського, дійсний таємний радник Російської імперії, генерал-ад'ютант (з 1772).

## Біографія
Походив з русько-литовського роду Великого князівства Литовського гербу «Леліва». Останній представник гілки Тишкевичів, які взяли в XVI столітті прізвисько Скумін; син тивуна віленського Йозефа (Юзефа) Скуміна-Тишкевича та Анни з Потіїв — доньки троцького воєводи Александра Потія.
Уклав 1775 року шлюб з Констанцією Понятовською — небогою короля польського, великого князя литовського Станіслава Авґуста Понятовського, став активним прихильником його політичної партії, що обумовило швидкий кар'єрний ріст Людвіка Тишкевича.
У 1780 році після відмови від посади Юзефа Сосновського став польним гетьманом литовським.
У 1792 році підтримав рішення короля С. А. Понятовського про приєднання до Торговицької конфедерації, яка мала за мету захист старого державного ладу в Речі Посполитій і повернення привілеїв шляхти, ліквідованих Конституцією 3 травня 1791 року.
У 1795 році очолював посольство Великого князівства Литовського, яке присягало на вірність російській імператриці Єкатєріні II. Після другого розділу Речі Посполитої отримав від російської корони значні земельні наділи в Березино. Після третього поділу став першим віленським губернським, маршалком шляхти (1798—1801), отримав чин дійсного таємного радника.
У 1775—1776 роках збудував палац у власному маєтку Підгородне (нині в Гродненській області Білорусі), 1785—1792 роках — в Варшаві.

## Особисте життя
1775 р. був одружений з княжною Констанцією Понятовською (1759—1830), дочкою великого підкоморія коронного, князя Казимира Понятовського (1721—1800), рідною небогою (племінницею) останнього короля польського і великого князя литовського Станіслава Авґуста Понятовського. У шлюбі з нею мав дочку — Анну Тишкевич (1779—1867), яка в 1805 році вийшла заміж за графа Станіслава Авґуста Потоцького — сина Станіслава Костки Потоцького.

## Нагороди
- Орден Білого Орла (11/25/1776)
- Орден Святого Станіслава (1778)
- Орден Святого апостола Андрія Первозванного (26/04/1787)
- Орден Святого Олександра Невського (1787).